# Jordán de la Cazuela
Pedro Pernías, cuyo nombre artístico era Jordán de la Cazuela (Lorca, 22 de diciembre de 1921 - Bosque de Ermenonville, 3 de marzo de 1974) fue un periodista, autor, libretista y guionista humorístico español que hizo su carrera en Argentina.
Falleció en la caída del vuelo 981 de Turkish Airlines, a unos 35 km al noreste de la ciudad de París.

## Carrera
Jordán de la Cazuela fue un destacado autor cómico político que nació en España, pero cuando tenía 9 meses de edad, su familia emigró a Argentina. Durante su infancia y juventud residió en la ciudad de San Nicolás de los Arroyos (en el extremo norte de la provincia de Buenos Aires, a 230 km de la ciudad de Buenos Aires). Finalizando sus estudios de maestro normal se traslada a Buenos Aires, donde ejerce la docencia, se recibe de bachiller e inicia la carrera de abogacía. En 1950 abandona la carrera de leyes y decide abocarse al periodismo. Tres años más tarde deja el periodismo formal y se dedica al terreno del humorístico.
Trabajó para televisión como autor exclusivo del genial Tato Bores primero en Canal 11 y luego en el 13 en los ciclos Tato siempre en domingo, Por siempre Tato y Digale sí a Tato, vivencia que se profundiza en el libro Tato y yo  de 1974. Con Bores, a quien conoció tras reemplazar a César Bruto (Carlos Warnes), quien deja a Tato después de 14 años de convivencia laboral, compartió su labor como libretista desde 1971 hasta 1973, y fue considerado por el cómico como el mejor de sus guionistas.
Cazuela fue el responsable del monólogo que hizo Tato en la pantalla chica ante el regreso del general Juan Domingo Perón al país en noviembre de 1972.
Su seudónimo, inventado por Julián Centeya en 1956, apareció por primera vez en el diario Democracia, luego en Tío Vivo y, ya más regularmente, en Tía Vicenta y Cuatro Patas. Luego trabajó como columnista de Primera Plana y Mercado.
Trabajó como docente y publicó en 1943 un texto sobre Hidrografía. También se desempeñó como funcionario y jefe principal del Departamento de Promoción de la Caja Nacional de Ahorro Postal y Seguro al que había ingresado en 1948.
En radio trabajó junto a Adolfo Castelo por Radio Porteña, en un ciclo de media hora que empezaba a las 2 de la madrugada. Allí participaban también Julián Delgado, Aldo Cammarota y Quino.
En 1971 fue el autor de la comedia Hansen 70 junto con Nicolás Olivari, Mirta Arlt, Alberto Vacarezza, Oliverio Girondo y María Luisa Rubertino.
En cine escribió el guion de las comedias El hombre del año (1970), dirigida por Kurt Land, con Alberto Olmedo, Olga Zubarry y Fidel Pintos. En 1974 se despide con Clínica con música (guion compartido con Gius) de Francisco Guerrero, con Marta Bianchi, Antonio Gasalla, Carlos Perciavalle y Thelma Stefani.

## Galardones y homenajes
- 1971: APTRA incluye su programa Por siempre Tato como uno de los tres mejores valores de la televisión argentina de 1971.
- 1972: Recibe La Cruz de Plata Esquiú por su labor como libretista al mérito en la televisión.
- 1972: La Revista Gente y La Actualidad lo condiseran como uno de los 20 argentinos más destacados en artes, letras y ciencias.
- 1973: Premio Cachamay por su labor en televisión
- 1974: Premio pos mortem de la Cruz de Plata Esquiú por su labor en TV de 1973.[5]

## Vida privada
Jordán estuvo casado desde 1948 con la maestra y colaboradora suya Ilda Cerimedo, con quien tuvo dos hijas.

## Fallecimiento
Jordán de la Cazuela murió trágicamente el domingo 3 de marzo de 1974 en la caída del vuelo 981 de Turkish Airlines, cerca de Saint-Pathus, una población francesa (a unos 35 km al noreste de París), cerca del aeropuerto de Orlý (que se encuentra a unos 10 km al sur de París). Viajaba junto con su esposa y la menor de sus hijas, Alejandra, de 15 años, desde París a Londres. El avión DC-10 turco en el que viajaban sufrió el desprendimiento súbito de una de las compuertas de la bodega, lo que inutilizó los comandos del timón y flaps de cola del avión.
El avión se estrelló contra el suelo a 796 km/h, por lo que todos los pasajeros y la tripulación (un total de 346 personas) murieron instantáneamente. Los restos de todos los pasajeros quedaron carbonizados.
En ese momento, el accidente del vuelo 981 fue el desastre aéreo más mortífero de todos los tiempos, antes del accidente de Los Rodeos (de 1977), y continuó siendo el accidente más mortífero de un solo avión de pasajeros hasta el desastre del vuelo 123 de Japan Airlines (en 1985).

## Filmografía
- 1970: El hombre del año.
- 1974: Clínica con música.

## Libros
- 1967: Humor mío.
- 1974: Humor perro.